# ای.پی. هیل
 ای. پی. هیل (انگلیسی: A. P. Hill؛ ۹ نوامبر ۱۸۲۵ – ۲ آوریل ۱۸۶۵) یک فرد نظامی اهل ایالات متحده آمریکا بود.